# Phantasm
Phantasm (bra: Fantasma) é um filme norte-americano do gênero terror, dirigido, escrito, fotografado, coproduzido e editado por Don Coscarelli em 1979. Até então o filme tem três sequências: Phantasm II (1988), Phantasm III: Lord of the Dead (1994) e Phantasm IV: Oblivion (1998). Os dois últimos foram lançados diretamente em vídeo. Em 2014, a quarta sequência intitulada Phantasm: Ravager foi anunciada.